# Maruina
Maruina is een muggengeslacht uit de familie van de motmuggen (Psychodidae).

## Soorten
- M. boulderina Vaillant, 1963
- M. lanceolata (Kincaid, 1899)
- M. mollesi Vaillant, 1989
- M. pennaki Vaillant, 1963